# Сулемана, Камалдин
Камалдин Сулемана (англ. Kamaldeen Sulemana; родился 15 февраля 2002) — ганский футболист, вингер итальянского клуба «Аталанта» и национальной сборной Ганы.

## Клубная карьера
Сулемана начал свою спортивную карьеру в футбольной академии «Райт ту Дрим». В феврале 2020 года перешёл в датский клуб «Норшелланн», подписав пятилетний контракт. 23 февраля 2020 года дебютировал за «Норшелланн» в матче датской Суперлиги против «Сённерйюска». 29 мая 2020 года забил свой первый гол за «Норшелланн» в матче против «Силькеборга».
16 июля 2021 года перешёл во французский «Ренн», подписав с клубом пятилетний контракт. Сумма трансфера составила 20 млн евро, что стало рекордным трансфером игрока из Дании. 8 августа 2021 года дебютировал в основном составе «Ренна» в матче французской Лиги 1 против «Ланса», отметившись забитым мячом.
В последний день зимнего трансферного окна 31 января 2023 года Сулемана перешёл в английский клуб «Саутгемптон». Сумма трансфера составила 22 млн фунтов, что стало клубным рекордом.

## Карьера в сборной
В сентябре 2020 года получил свой первый вызов в национальную сборную Ганы. 9 октября 2020 года дебютировал за сборную, выйдя на замену Юджину Анса в товарищеском матче против команды Мали.
14 ноября 2022 года был включён в официальную заявку сборной Ганы для участия в матчах чемпионата мира 2022 года в Катаре.

## Статистика выступлений

### Выступления в сборной
По состоянию на 17 ноября 2022 года
| Сборная          | Сезон            | Товарищеские | Товарищеские | Официальные | Официальные | Итого | Итого |
| Сборная          | Сезон            | Игры         | Голы         | Игры        | Голы        | Игры  | Голы  |
| ---------------- | ---------------- | ------------ | ------------ | ----------- | ----------- | ----- | ----- |
| Гана             |                  |              |              |             |             |       |       |
| 2020             | 2                | 0            | 0            | 0           | 2           | 0     |       |
| 2021             | 0                | 0            | 5            | 0           | 5           | 0     |       |
| 2022             | 2                | 0            | 4            | 0           | 6           | 0     |       |
| Всего за карьеру | Всего за карьеру | 4            | 0            | 9           | 0           | 13    | 0     |

### Матчи за сборную
По состоянию на 17 ноября 2022 года
| №  | Дата             | Оппонент  | Счёт | Голы | Карточки | Минуты | Соревнование              |
| -- | ---------------- | --------- | ---- | ---- | -------- | ------ | ------------------------- |
| 1  | 9 октября 2020   | Мали      | 0:3  | —    | —        | 48'    | Товарищеский матч         |
| 2  | 12 октября 2020  | Катар     | 5:1  | —    | —        | 26'    | Товарищеский матч         |
| 3  | 3 сентября 2021  | Эфиопия   | 1:0  | —    | —        | 69'    | Отборочные матчи ЧМ-2022  |
| 4  | 3 сентября 2021  | Зимбабве  | 3:1  | —    | —        | 79'    | Отборочные матчи ЧМ-2022  |
| 5  | 3 сентября 2021  | Зимбабве  | 1:0  | —    | —        | 60'    | Отборочные матчи ЧМ-2022  |
| 6  | 3 сентября 2021  | Эфиопия   | 1:1  | —    | —        | 77'    | Отборочные матчи ЧМ-2022  |
| 7  | 3 сентября 2021  | ЮАР       | 1:0  | —    | —        | 87'    | Отборочные матчи ЧМ-2022  |
| 8  | 10 января 2022   | Марокко   | 0:1  | —    | —        | 86'    | Финальные матчи КАН-2021  |
| 9  | 14 января 2022   | Габон     | 1:1  | —    | —        | 61'    | Финальные матчи КАН-2021  |
| 10 | 18 января 2022   | Коморы    | 2:3  | —    | —        | 60'    | Финальные матчи КАН-2021  |
| 11 | 5 июня 2022      | ЦАР       | 1:1  | —    | —        | 27'    | Отборочные матчи КАН-2023 |
| 12 | 23 сентября 2022 | Бразилия  | 0:3  | —    | —        | 45'    | Товарищеский матч         |
| 13 | 17 ноября 2022   | Швейцария | 2:0  | —    | 67'      | 28'    | Товарищеский матч         |

Итого: 13 матчей / 0 голов; 6 побед, 3 ничьих, 4 поражения.